# محمد الموسوي
سيد محمد الموسوي من مواليد 12 مايو 1995 هو لاعب كاراتيه كويتي. مثّل الكويت في دورة الألعاب الأولمبية الصيفية 2020 التي أُقيمت في طوكيو، اليابان. شارك في منافسات الكاتا للرجال، وأنهى الدور التمهيدي في المركز الخامس ضمن مجموعته، ولم يتأهل إلى المرحلة التالية.

## المسيرة الرياضية
فاز بعدة ميداليات في بطولات آسيا، ودورة ألعاب التضامن الإسلامي، وبطولة الخليج، وبطولة العرب، إضافة إلى ميدالية برونزية في بطولة العالم ضمن مسابقة الكاتا الجماعية.
كما أحرز عدة ميداليات ذهبية وفضية وبرونزية في الدوري العالمي للكاراتيه وبطولة السلسلة "A".
نال أيضًا إحدى الميداليات البرونزية في منافسات بطولته خلال بطولة آسيا للكاراتيه لعام ٢٠٢١ التي أُقيمت في ألماتي، كازاخستان.

## الإنجازات
| السنة | البطولة                     | المكان                        | الترتيب         | الفعالية       |
| ----- | --------------------------- | ----------------------------- | --------------- | -------------- |
| ٢٠٢١  | الدوري العالمي للكاراتيه ١  | لشبونة، البرتغال              | الخامس          | الكاتا الجماعي |
| ٢٠٢١  | الدوري العالمي للكاراتيه ١  | لشبونة، البرتغال              | السابع والعشرون | الكاتا الفردي  |
| ٢٠٢٠  | الدوري العالمي للكاراتيه ١  | سالزبورغ، النمسا              | الثالث          | الكاتا الجماعي |
| ٢٠٢٠  | الدوري العالمي للكاراتيه ١  | سالزبورغ، النمسا              | الثالث والعشرون | الكاتا الفردي  |
| ٢٠٢٠  | الدوري العالمي للكاراتيه ١  | دبي، الإمارات العربية المتحدة | الأول           | الكاتا الجماعي |
| ٢٠٢٠  | الدوري العالمي للكاراتيه ١  | دبي، الإمارات العربية المتحدة | الحادي والعشرون | الكاتا الفردي  |
| ٢٠٢٠  | الدوري العالمي للكاراتيه ١  | باريس، فرنسا                  | الثالث والعشرون | الكاتا الفردي  |
| ٢٠٢٠  | الدوري العالمي للكاراتيه ١  | باريس، فرنسا                  | الخامس          | الكاتا الجماعي |
| ٢٠١٩  | بطولة السلسلة A للكاراتيه ١ | سانتياغو، تشيلي               | الخامس          | الكاتا الفردي  |
| ٢٠١٩  | الدوري العالمي للكاراتيه ١  | طوكيو، اليابان                | السابع          | الكاتا الجماعي |
| ٢٠١٩  | الدوري العالمي للكاراتيه ١  | موسكو، روسيا                  | السابع          | الكاتا الجماعي |
| ٢٠١٩  | الدوري العالمي للكاراتيه ١  | موسكو، روسيا                  | التاسع والعشرون | الكاتا الفردي  |
| ٢٠١٩  | بطولة آسيا للكبار           | طشقند، أوزبكستان              | الثالث          | الكاتا الفردي  |
| ٢٠١٩  | بطولة آسيا للكبار           | طشقند، أوزبكستان              | الثالث          | الكاتا الجماعي |
| ٢٠١٩  | الدوري العالمي للكاراتيه ١  | شنغهاي، الصين                 | الأول           | الكاتا الجماعي |
| ٢٠١٩  | الدوري العالمي للكاراتيه ١  | شنغهاي، الصين                 | التاسع عشر      | الكاتا الفردي  |
| ٢٠١٩  | الدوري العالمي للكاراتيه ١  | دبي، الإمارات العربية المتحدة | الثاني          | الكاتا الجماعي |
| ٢٠١٩  | الدوري العالمي للكاراتيه ١  | باريس، فرنسا                  | الأول           | الكاتا الجماعي |
| ٢٠١٨  | الدوري العالمي للكاراتيه ١  | باريس، فرنسا                  | الخامس عشر      | الكاتا الفردي  |
| ٢٠١٨  | بطولة العالم للكبار         | مدريد، إسبانيا                | السابع          | الكاتا الفردي  |
| ٢٠١٨  | بطولة آسيا للكبار           | عمّان، الأردن                  | الثالث          | الكاتا الجماعي |
| ٢٠١٨  | الدوري العالمي للكاراتيه ١  | إسطنبول، تركيا                | السابع          | الكاتا الفردي  |
| ٢٠١٨  | بطولة السلسلة A للكاراتيه ١ | سالزبورغ، النمسا              | التاسع          | الكاتا الفردي  |
| ٢٠١٥  | بطولة آسيا للكبار           | يوكوهاما، اليابان             | الثالث          | الكاتا الجماعي |
| ٢٠١٥  | الدوري العالمي للكاراتيه ١  | سالزبورغ، النمسا              | الخامس          | الكاتا الفردي  |
| ٢٠١٥  | كأس شباب الكاراتيه ١        | أوماغ، كرواتيا                | الأول           | الكاتا الفردي  |
| ٢٠١٣  | بطولة آسيا للكبار           | دبي، الإمارات العربية المتحدة | الثالث          | الكاتا الجماعي |
| ٢٠١٣  | الدوري العالمي للكاراتيه ١  | إسطنبول، تركيا                | الثالث          | الكاتا الفردي  |

شارك في بطولة التصفيات الأولمبية العالمية التي أُقيمت في باريس، فرنسا، لكنه لم يتأهل من خلال هذه البطولة. ومع ذلك، تأهل لاحقًا بعد تخصيص بطاقات الدعوة الثلاثية وإعادة توزيع آخر المقاعد التأهيلية.
مثّل المنتخب الكويتي في مسابقة الكاراتيه ضمن دورة الألعاب الأولمبية طوكيو 2020.

## روابط خارجية
- SAYED MOHAMMED ALMOSAWI at the World Karate Federation (alternate link)
- Sayed Mohammed ALMOSAWI في اللجنة الأولمبية الدولية
- Mohammed Al-Mosawi at Olympedia